# Österåkers församling, Stockholms stift
Österåkers församling var en församling i Svenska kyrkan i Stockholms stift och i Österåkers kommun. Församlingen uppgick 1992 i Österåker-Östra Ryds församling.

## Administrativ historik
Församlingen har medeltida ursprung. 
Församlingen utgjorde till 1962 ett eget pastorat för att därefter till 1992 vara moderförsamling i pastoratet Österåker och Östra Ryd. Församlingen uppgick 1992 i Österåker-Östra Ryds församling.

## Kyrkoherdar
| Ämbetstid | Namn                           | Levnadstid | Övrigt          |
| --------- | ------------------------------ | ---------- | --------------- |
| 1560–1591 | Ericus Olai                    | 1507–1591  |                 |
| 1590–1627 | Israel Erici Acrelius          | 1540–1627  |                 |
| 1627–1646 | Olaus Israelis Acrelius        | 1569–1646  |                 |
| 1647–1674 | Laurentius Andreae Bylonius    | 1602–1674  |                 |
| 1676–1711 | Johannes Olai Acrelius         | 1634–1711  |                 |
| 1720–1734 | Anders Chytraeus               | 1681–1734  |                 |
| 1734–1742 | Johan Ekorn                    | 1692–1742  |                 |
| 1743–1750 | Christopher Riselius           | 1709–1750  |                 |
| 1752–1774 | Johan Reuterstedt              | 1708–1774  | Kontraktsprost. |
| 1774–1809 | Anders Rydén                   | 1728–1809  | Kontraktsprost. |
| 1810–1826 | Nils Ruus                      | 1779–1826  | Kontraktsprost. |
| 1829–1857 | Emanuel Martin Luther Malmgren | 1797–1857  | Kontraktsprost. |
| 1859–1893 | Samuel Benjamin Pontén         | 1823–1905  | Kontraktsprost. |

## Kyrkobyggnader
- Österåkers kyrka